# Julius Scheiner
Julius Scheiner (25 de noviembre de 1858 – 20 de diciembre de 1913) fue un astrónomo alemán, nacido en Colonia y educado en Bonn. Se convirtió en asistente del observatorio astrofísico de Potsdam en 1887 y en observador jefe en 1898, tres años después de su nombramiento como catedrático de astrofísica en la Universidad de Berlín. Scheiner prestó especial atención a la fotografía celeste y escribió Die Spektralanalyse der Gestirne (1890); Lehrbuch der Photographie der Gestirne (1897); Strahlung und Temperatur der Sonne (1899); Der Bau des Weltalls (1901); tercera edición (1909). En 1899 inició la publicación del Photographische Himmelskarte zone +31 bis +40 declination ....
También se le atribuye el desarrollo del primer sistema para medir la sensibilidad de las emulsiones fotográficas en 1894, Scheiner-Grad , que también inspiró la posterior norma DIN 4512 para medir las velocidades de las películas. 